# پیلار شیمیزو
پیلار شیمیزو (انگلیسی: Pilar Shimizu؛ زادهٔ ۲۷ مهٔ ۱۹۹۶) ورزشکار ورزش شنا اهل گوآم است.
وی در مسابقات کشوری و بین‌المللی در مجموع برندهٔ ۲ مدال نقره و ۳ مدال برنز شده‌است.